# Dirname

dirname — программа UNIX‐подобных ОС, предназначенная для преобразования абсолютного или относительного пути к файлу или каталогу в имя родительского каталога.

## Параметры
dirname string
- string — путь к файлу или каталогу

## Примеры использования
- dirname /path/to/your/file
  - вернёт /path/to/your
- dirname /path/to/your/file/
  - вернёт /path/to/your
- dirname /path
  - вернёт /
- dirname path
  - вернёт . (текущий каталог)